# 片山由美子 (俳人)
片山 由美子（かたやま ゆみこ、1952年7月17日 - ）は、千葉県生まれの俳人。本姓・野口。

## 経歴
千葉県に生まれる。上野学園大学ピアノ科卒業。ピアノ教師を経て句作を始め、1979年鷹羽狩行に師事した。1990年「一夜」で第5回俳句研究賞、1994年「現代俳句との対話」で第8回俳人協会評論新人賞、2006年「俳句を読むということ」で第21回俳人協会評論賞、2013年「香雨」で第52回俳人協会賞を受賞した。俳誌「狩」同人、副主宰を経て同誌終刊に伴い、2019年に俳誌「香雨」を創刊、主宰。俳人協会理事。青山学院女子短期大学国文科非常勤講師。NHK文化センター講師。蛇笏賞選考委員。2025年から俳人協会会長となる。

## 著書・編著

### 句集
- 『雨の歌』（牧羊社 1984年9月）
- 『水精』（本阿弥書店 シリーズ銀の華 1989年9月）
- 『天弓』（角川書店 1995年9月）
- 『片山由美子句集』（砂子屋書房 現代俳人文庫 1998年2月）
- 『季語別片山由美子句集』（ふらんす堂 2003年4月）
- 『風待月』（角川書店 2004年7月）
- 『香雨』（ふらんす堂 2012年7月）
- 『俳句日記2015  昨日の花 今日の花』（ふらんす堂 2016年6月）
- 『水柿』（ふらんす堂 2025年7月）

### 評論
- 『現代俳句女流百人』（牧羊社 1993年9月）
- 『現代俳句との対話』（本阿弥書店 1993年3月）
- 『俳句の生まれる場所 片山由美子対談集』（本阿弥書店 1995年10月）
- 『鳥のように風のように 俳句に寄せる心』（ふらんす堂 1998年7月）
- 『定本現代俳句女流百人』（北溟社 1999年9月）
- 『俳句を読むということ 片山由美子評論集』（角川書店 2006年9月）
- 『色の一句』 365日入門シリーズ（ふらんす堂 2008年9月

### 共編著
- 『添削例に学ぶ俳句上達法』（鷹羽狩行共著 日本経済新聞社 1994年3月　のち文庫）
- 『新世紀女流俳句ワンダーランド』（伊丹啓子共編 沖積舎 1999年10月）
- 『諳んじたい俳句88 世界最短詩型の美しい日本語表現 （鷹羽狩行監修 石飛博光書 日本放送出版協会 2005年5月）
- 『俳句教養講座』全3巻 （谷地快一、筑紫磐井、宮脇真彦共編 角川学芸出版 2009年11月）
- 大久保喬樹『ひきだしの奥から』編　ふらんす堂、2021

## 関連文献
- 坂口昌弘 『平成俳句の好敵手』 （文學の森、2012年）
- 小川軽舟 『現代俳句の海図 昭和三十年世代俳人たちの行方』 （角川学芸出版、2008年）

## 参考
- 文藝年鑑2007
- http://bookweb.kinokuniya.co.jp/htm/4046215216.html